# Ellochotis lyncodes
Ellochotis lyncodes är en fjärilsart som beskrevs av Edward Meyrick 1921. Ellochotis lyncodes ingår i släktet Ellochotis och familjen äkta malar.
Artens utbredningsområde är Moçambique. Inga underarter finns listade i Catalogue of Life.